# Methanocaldococcaceae
Die Methanocaldococcaceae sind taxonomisch eine Familie von prokaryotischen Mikroorganismen; sie gehören zur Domäne der Lebewesen Archaea und sind Methanbildner.
Die Familie Methanocaldococcaceae enthält die erste Archaeen-Art, deren Genom vollständig sequenziert wurde: Methanocaldococcus jannaschii (früher Methanococcus jannaschii).
Methanocaldococcus villosus, gefunden im heißen Meeressedimet des Kolbeinseyrückens, gehört zu den – für seine Größe – schnellsten Organismen der Erde (1 Millimeter oder 500 Körperlängen pro Sekunde), auf die Größe eines Geparden hochgerechnet wären das 3.000 km/h. Als Antrieb dienen dem Archaeon seine propellerartigen Archaellen (Archaeen-Geißeln).

## Eigenschaften
Oren (2014) fasste die Eigenschaften der Methanocaldococcaceae etwa folgendermaßen zusammen:
- Die Familie Methanocaldococcaceae besteht aus den zwei Gattungen Methanocaldococcus (Typgattung) und Methanotorris. Im Dezember 2013 enthielten diese Gattungen sechs bzw. zwei Arten. Diese Familie von thermophilen und neutrophilen bis leicht acidophilen Methanogenen gehört zur Ordnung Methanococcales. Die Mitglieder haben eine kokkenartige Form, sind im Allgemeinen beweglich und haben unter optimalen Bedingungen eine sehr kurze Generationszeit im Bereich von 25 bis 45 Minuten. Die Methanogenese aus Wasserstoff (H2) und Kohlendioxid (CO2) ist der einzige Energieerzeugungsprozess, und alle Arten können chemolithoautotroph wachsen. Es wurde festgestellt, dass Mitglieder der Methanocaldococcaceae mit hydrothermalen Austrittsstellen im Meer in Verbindung stehen.

## Systematik
Offizielle Nomenklatur und Taxonomie
Die Familie Methanocaldococcacae wurde 2001 als neue Familie effektiv veröffentlicht und diese Veröffentlichung war die Grundlage ihrer offiziellen Anerkennung gemäß dem „Bakteriologischen Code“ als Familie „Methanocaldococcaceae WHITMAN et al. 2002“ und ihrer Eingruppierung in die Ordnung Methanococcales. Die Ordnung Methanococcales, die bereits bestand (effektive Veröffentlichung 1979 und Anerkennung 1981) ist parallel dazu in der damals neuen Klasse Methanococci (effektive Veröffentlichung 2001 und Anerkennung 2002) eingruppiert worden.
Themenrelevante Veröffentlichungen in zeitlicher Sortierung:
- Balch et al. (1979) – Effektive Veröffentlichung zur Ordnung Methanococcales.[7]
- IUMS (1981) – Validierungsliste Nummer 6, offizielle Veröffentlichung der Internationalen Vereinigung der Mikrobiologischen Gesellschaften (IUMS) zur Gültigmachung von Namen, u. a. „Methanococcales BALCH & WOLFE 1981“.[8]
- Werk zur Domäne Archaea (Buchband[10]) und zum Phylum Euryarchaeota (Buchkapitel[11]), das in diesem Rahmen effektive Veröffentlichungen enthält, unter anderem:
  - Boone (2001) – Effektive Veröffentlichung zur neuen Klasse Methanococci (Buchabschnitt[9]) und
  - Whitman et al. (2001) – Effektive Veröffentlichung zur neuen Familie Methanocaldococcacae (Buchabschnitt[2]).
- IUMS (2002) – Validierungsliste Nummer 85, offizielle Veröffentlichung der Internationalen Vereinigung der Mikrobiologischen Gesellschaften (IUMS) zur Gültigmachung von Namen, unter anderem für:
  - „Methanococci BOONE 2002“ und
  - „Methanocaldococcaceae WHITMAN et al. 2002“.[1]

## Wissenschaftliche Datenbanken
Literatur zum Stichwort „Methanocaldococcacea“:
- PubMed  –  https://www.ncbi.nlm.nih.gov/pubmed?term=Methanocaldococcaceae
- PubMed Central  –  https://www.ncbi.nlm.nih.gov/pmc/?term=Methanocaldococcaceae
- Google Scholar  –  https://scholar.google.com/scholar?q=Methanocaldococcaceae

Systematik zum Stichwort „Methanocaldococcacea“:
- LPSN, List of Prokaryotic names with Standing in Nomenclature – http://www.bacterio.net/Methanocaldococcaceae
- NCBI Taxonomy Browser – https://www.ncbi.nlm.nih.gov/Taxonomy/Browser/wwwtax.cgi?mode=Info&id=196117
- MicrobeWiki – https://microbewiki.kenyon.edu/index.php/Special:Search?search=Methanocaldococcaceae&go=Go